# Luật tục ở rể (người La Ha)
Ở rể là một luật tục của đồng bào dân tộc thiểu số La Ha, Nậm Păm, Mường La, Sơn La. Trước khi cưới, chàng trai phải sang ở rể cho bên nhà gái đến hơn chục năm. Bố mẹ vợ căn cứ vào số năm cho cưới. Lúc đón dâu về nhà, chàng rể cũng đón luôn cả đàn con. Sau thờ gian ở rể dù đã có con cái đùm đề, nhưng trước khi rước vợ về chàng rể còn phải làm đám thu mạ phu (đám cưới to), mang cả bầu đoàn sang xin nhà gái cho ngủ nhờ để sáng hôm sau lôi trâu, bò, lợn, gà, cá ống, cá kép, rượu phu sin mang theo ra đãi đằng họ hàng nhà gái, xin phép tổ tiên cho đón dâu về nhà chồng.

## Hiện tại của tục
Thời gian ở rể của phần lớn các chàng trai thường ít hơn và các nghi thức cũng giản tiện hơn nhiều. Người lớn tuổi thì khuyên bảo: phong tục tập quán của dân tộc có từ xưa, phải khuyên bảo bọn trẻ giữ gìn.